# グレーテスト18クラブ王座
グレーテスト18クラブ王座（グレーテスト・エイティーン・クラブおうざ）は、新日本プロレスが管理していた王座。

## 歴史
1990年9月29日に行われたアントニオ猪木のレスラー生活30周年記念パーティーの席上で、ルー・テーズを発起人とした「過去に猪木と闘った」、プロレスラー及び格闘家によって構成された「グレーテスト18クラブ」が認定するタイトルの制定が発表された。
プロレス、格闘技を問わず優れた選手に贈るという触れ込みで設定された王座だが、選手たちはもとより、殆どのスタッフも事前にそのような王座を作るという話は聞いていなかったとも言われている（一部のフロントの独断でテーズを説得して作ったとも言われている）。
チャンピオンベルトについては、1989年に猪木が封印したWWF世界マーシャルアーツ王座が再利用された。このタイトルも僅か3代（2名）の戴冠で終わったものであった。
形式上はグレーテスト18クラブが対戦相手を指定し、防衛戦を行う形で運営され、その初の「指定試合」は1991年3月21日の東京ドームにて行われ、初代王者として認定された長州力とタイガー・ジェット・シンとの間で防衛戦が行われ、長州が防衛する。
その後、中心人物であったはずのテーズはUWFインターナショナルとの関係が強くなり、プロレスリング世界ヘビー級王座の制定に関わるなどしたため、新日本プロレスとの関係が疎遠となり、グレーテスト18クラブ王座の存在理由が微妙になってしまう。
この様な背景のなか行われた1992年8月16日の福岡国際センターにおけるIWGPヘビー級王座とグレーテスト18クラブ王座のダブルタイトルマッチで、二冠王者だった長州をグレート・ムタが破って第2代王者となるも、「グレーテスト18クラブは価値なし」として返上。その後グレーテスト18クラブが次の王者を指名する事もなく、王座決定戦も行うこともなく、そのままグレーテスト18クラブそのものも含め消滅する。
グレーテスト18クラブのメンバーとされたレスラーの中には、猪木の30周年記念パーティーには出席していないカール・ゴッチ、ボブ・バックランド、バーン・ガニア、ストロング小林、ハルク・ホーガン、モハメド・アリや、パーティー開催当時は全日本プロレスに参戦して新日本と関わっていないスタン・ハンセン、アンドレ・ザ・ジャイアントもいた（ただしハンセン、アンドレともに翌日のアントニオ猪木30周年セレモニーには出席している）。また、このうちガニアは日本プロレス・東京プロレス・新日本プロレスに参戦したことがなく、日本マットでの猪木との対戦経験がまったくない。

## グレーテスト18クラブのメンバー
- ルー・テーズ
- カール・ゴッチ
- ニック・ボックウィンクル
- ジョニー・パワーズ
- ジョニー・バレンタイン
- アンドレ・ザ・ジャイアント
- タイガー・ジェット・シン（タイガー・ジェット・シンは後に除名となり、代わりにダスティ・ローデスがメンバーに加わる）
- スタン・ハンセン
- ウィレム・ルスカ
- ビル・ロビンソン
- ヒロ・マツダ
- ボブ・バックランド
- バーン・ガニア
- ストロング小林
- ハルク・ホーガン
- モハメド・アリ
- 坂口征二
- アントニオ猪木

## 歴代王者
| 歴代  | 選手           | 防衛回数 | 獲得日付      | 獲得場所 （対戦相手・その他）         |
| ----- | -------------- | -------- | ------------- | ------------------------------------- |
| 初代  | 長州力         | 3        | 1991年2月25日 | 不明 グレーテスト18クラブが王者に認定 |
| 第2代 | グレート・ムタ | 0        | 1992年8月16日 | 福岡国際センター 返上                 |